# Reacție Lehmstedt-Tănăsescu
Reacția Lehmstedt-Tănăsescu este o metodă în chimia organică utilizată în sinteza organică a acridonei și a derivaților săi (3) plecând de la 2-nitrobenzaldehidă (1) și o arenă (2):
Reacția a fost denumită după doi chimiști care au dezvoltat acest proces, chimistul german Kurt Lehmstedt și chimistul român Ion Tănăsescu.

## Mecanism de reacție
Prima etapă din mecanismul de reacție implică protonarea moleculei de 2-nitrobenzaldehidă 4, de obicei cu acid sulfuric, cu obținerea unui intermediar 5, urmată de un atac electrofil asupra benzenului (sau a arenei care este utilizată în reacție). Se obține un benzhidrol 6 care ciclizează la intermediarul 7, care trece în compusul  8. Prin tratarea sa cu acid azotos (un amestec de azotit de sodiu și acid sulfuric) se obține N-nitrozo-acridona 11 prin intermediarii  9 și 10. Grupa N-nitrozo se elimină în prezența mediului acid, cu formarea acridonei.